# Баскетбол на летните олимпийски игри 1972
Баскетболният турнир на летните олимпийски игри в Мюнхен през 1972 г. се провежда между 27 август и 9 септември 1972 г. с участието на 16 отбора. Спечелен е от отбора на СССР, който печели на финала срещу отбора на САЩ. Бронзовите медали печели отборът на Куба, победил този на Италия в мача за третото място. 

## Групова фаза и полуфинали
Турнирът започва с мачове в две групи по осем отбора, в които отборите играят всеки срещу всеки по един път. На полуфиналите играят отборът, спечелил група A срещу втория от група B и победителят от група B срещу втория в група A; третите срещу четвъртите; петите срещу шестите и седмите срещу осмите. Победителите от тези мачове играят помежду си във финалните мачове за определяне на крайното класиране. 
Крайното класиране в група A е: САЩ, Куба, Бразилия, Чехословакия, Испания, Австралия, Япония, Египет. Група B е спечелена от СССР пред Италия, Югославия, Пуерто Рико, Федерална република Германия, Полша, Филипини и Сенегал. На полуфиналите САЩ побеждава Италия с 68:38 и така се класира за финала, а СССР побеждава Куба с 67:61. 

## Финал
Мачът започва в 23:50 ч. на 9 септември 1972 г. и завършва на 10 септември 1972 г.в Мюнхен. Съдии на финала са Ренато Ригето (Бразилия) и Артеник Арабаджиян (България) . Секундометрист е Йозеф Блатер, бъдещият президент на ФИФА .
Мачът започва с внимателно разузнаване. СССР в третата минута води с 5:0. После поддържа разликата от 4 до 8 точки. От съветския тим остри пробиви и прихващания прави най-бързият играч в отбора Зураб Саканделидзе (№ 6), тръгва и играта на Сергей Белов (№ 10). Първата половина завършва при резултат 26:21 за СССР.
12 минути преди края на срещата става стълкновение между Михаил Коркия (№11) и Дуайт Джонс (№ 9). Двамата играчи са отстранени до края на мача. Джонс, по мнение на помощник-треньора на съветския отбор Сергей Башкин, значи за американския тим повече отколкото Коркия за съветския – това е бил ключов играч . Съдията определя спорна топка и я разиграва между играчите. След като съветският център Александър Белов (№ 14) и Джим Брюер (№ 11) скачат във въздуха, Брюер неудачно се приземява и удря главата си в пода. Налага се да викат лекар. Брюер след травмата не може да продължи мача . 9 минути преди края предимството на отбора на СССР достига 10 точки. Тогава американските баскетболисти се стягат. За 6 минути до края те налагат на съветските играчи плътна преса. Усилията на Ед Ретлиф (№ 15), Кевин Джойс (№ 14) и Майкъл Бантом (№ 7) започват да топят предимството и 1 минута преди края то вече е 1 точка. Играчите от отбора на СССР са изморени и започват да нервничат. Опитът да се изведат двама разиграващи така и не помага . Четири пъти грешат от линията на наказателните удари в края Сергей Белов и Саканделидзе. Обаче, благодарение на удачно битите наказателни от капитана Модестас Паулаускас (№ 5) малкият аванс все пак се запазва до последните секунди .

### Последни 8 секунди
Когато остават 8 секунди до края на мача, отборът на СССР води в резултата с 49:48 и атакува. След блокадата на Том Макмилън (№ 13), Александър Белов взима топката и се оказва притиснат към лицевата линия. Намирайки се под преса от противника, както си спомня самият Белов, той вече падал в аут. Но вместо да стои на място или да даде пас колкото може по-близо по време до финалната сирена към стоящия редом с него Сергей Белов, Александър неочаквано дава пас към несвободния Саканделидзе, пресечен до централната линия от покриващия го Дъглас Колинз (№ 5). Американският баскетболист се откъсва с топката в атака и за Саканделидзе не остава нищо друго, освен да го настигне и фаулира, разчитайки, че може да се сгреши при изпълнението на фауловете, а за тях ще бъде спряно и времето, което ще позволи по-спокойно да се вземе решение или тайм-аут. Той догонва отдалечаващия се противник и го поваля на площадката под щита с ринга. Колинз обаче, макар че се врязва в основата на конструкцията на коша, се изправя на крака и изпълнява точно двата наказателни удара, които обръщат резултата . Отборът на САЩ повежда с 1 точка и започва празненствата преди да е завършил мачът. Съдията обаче обявява, че остават още три секунди за доиграване. В резултат на обстановката съветският отбор 3 пъти въвежда топката в игра .
1. След първото въвеждане на топката от Алжан Жармухамедов (№ 7) към Сергей Белов играта е спряна, понеже треньорът на СССР е поискал смяна. Това става още между първия и втория фаул, но съдиите на масата не го разбират, а съдията на игрището го забелязва едва след подновяването на играта , когато помощник-треньорът на СССР Сергей Башкин се впуска към съдийската маса да иска обяснение защо не им е дадено поисканото прекъсване още след първия фаул. Участникът в съветската делегация и бивш треньор на СССР Юрий Озеров от трибуната се отправя за помощ към седящия до игралната площадка генерален секретар на FIBA Уилям Джонс (Великобритания). Джонс откликва и се обръща към съдиите с молба да дадат тайм-аут на отбора на СССР . Времето на мача веднага е спряно и съветският отбор получава прекъсване. Треньорът на СССР Владимир Кондрашин запазва хладнокръвие, изважда Жармухамедов и вкарва в игра специалист по далечни топки – Иван Едешко (№ 9). Американските играчи по време на тайм-аута не обсъждат нищо. Както си спомня Колинз, „ние лошо разбирахме какво се случва“ .
2. Прекъсването завършва. Съдиите предават топката на Едешко, той я въвежда с пас към Паулаускас, който стои близо до центъра на площадката, вляво от трисекундната зона. Макмилън активно пречи на Едешко да въведе топката. Паулаускас се опитва да даде пас към Александър Белов, стоящ под ринга на американския отбор, но не улучва – топката се удря в таблото и отскача в полето. Обаче още преди Паулаускас да хвърли топката, прозвучава сирена. Както признават даже американските източници, сирената свири явно по-рано от трите секунди, които трябва да остават на секундомера . Зрителите и повечето играчи я приемат като сигнал за края на мача. Зрителите навлизат на площадката и започват съвместно празнуване . Между другото неочаквано се оказва, че по официалния секундомер остават 50 секунди. Секундометристът Йозеф Блатер не се оправя веднага с бутоните, регулиращи времето за игра, а съдиите на полето не обръщат внимание на това, че времето още не е спряно, и дават команда да започне атака. Документален филм на канал ESPN показва как последователно времето на електронния секундомер се връща назад на отметката 3 секунди . Така сирената обозначава спирането на играта във връзка с необходимостта да се постави правилно време на секундомера, т.е. три секунди до края .

В играта отново се намесва Уилям Джонс, също подходил към съдийската маса. Той застава на страната на съветския отбор, показвайки, че той трябва да получи своите три секунди и да ги доиграе както се полага. Както твърди кореспондентът на списание Sports Illustrated Хари Смит, Джонс заставя рефера на мача Ригето да върне времето на секундомера на играта назад, независимо от неговите протести . Помощник-треньорът на американците Дон Хаскинс предлага на треньора Хенри Айба да изведе отбора от игрището, давайки с това да се разбере, че мачът вече е спечелен. Айба решава да не отива на конфронтация, казвайки, че не смята да изпуска златото само за това че „ме мързи да си размърдам задника“ .

Съдиите възстановяват реда на площадката и отстраняват от нея всички странични.
3. Топката от съдиите отново получава Едешко. Този път центърът на отбора на САЩ Макмилън се държи другояче – повлиявайки се от жеста на съдията, той не започва да му пречи (в рамките на правилата) да въведе топката в игра. По твърдение на Иван Едешко, американският играч не разбрал лошия английски на съдията и решил, че той му указва да не пречи да се въведе топката в игра . Макмилън си спомня, че той всичко прекрасно разбирал и съдията, против всички правила, просто го заставил да се отдръпне и да не пречи на съветския играч . Едешко изстрелва топката от своя кош с пас през цялото игрище, Александър Белов я поема между двамата американски играчи, които го пазят: Джеймс Форбс (№ 10) – по-близо от него до центъра, и Кевин Джойс (№ 14) – между него и лицевата линия, по-близо до него. Преодолява двамата защитници с финт, обозначавайки скок напред и назад, след това рязко се обръща и се впуска към таблото. Дори се обръща и като вижда, че вече няма никой, с дясната ръка точно хвърля топката в коша в последната секунда.
Така мачът завършва и СССР побеждава САЩ с резултат 51:50. За пръв път САЩ губи златото в баскетбола. 

## Крайно класиране
| Място | Отбор        | М | П | З |
| ----- | ------------ | - | - | - |
| 1     | СССР         | 9 | 9 | 0 |
| 2     | САЩ          | 9 | 8 | 1 |
| 1     | Куба         | 9 | 7 | 2 |
| 4th   | Италия       | 9 | 5 | 4 |
| 5th   | Югославия    | 9 | 7 | 2 |
| 6th   | Пуерто Рико  | 9 | 6 | 3 |
| 7th   | Бразилия     | 9 | 5 | 4 |
| 8th   | Чехословакия | 9 | 4 | 5 |
| 9th   | Австралия    | 9 | 5 | 4 |
| 10th  | Полша        | 9 | 3 | 6 |
| 11th  | Испания      | 9 | 4 | 5 |
| 12th  | ФРГ          | 9 | 3 | 6 |
| 13th  | Филипини     | 9 | 3 | 6 |
| 14th  | Япония       | 9 | 2 | 7 |
| 15th  | Сенегал      | 8 | 0 | 8 |
| 16th  | Египет       | 8 | 0 | 8 |

Данните са взети от сайта на ФИБА 